# Dicranomyia (Dicranomyia) mecogastra
Dicranomyia (Dicranomyia) mecogastra is een tweevleugelige uit de familie steltmuggen (Limoniidae). De soort komt voor in het Oriëntaals gebied.